# Antillotrecha
Genre
Antillotrecha est un genre de solifuges de la famille des Ammotrechidae.

## Distribution
Les espèces de ce genre sont endémiques des Antilles.

## Liste des espèces
Selon Solifuges of the World (version 1.0) :
- Antillotrecha disjunctodens Armas & Teruel 2005
- Antillotrecha fraterna Armas, 1994
- Antillotrecha guama Armas & Teruel 2005
- Antillotrecha iviei Armas, 2002

et décrite depuis
- Antillotrecha difficilis Armas, 2012

## Publication originale
- Armas, 1994 : Descripción de un género y una especie nuevos de Ammotrechidae (Arachnida: Solpugida) de República Dominicana. Avicennia, vol. 1, p. 1-5.